# Laura Charameda
Laura Charameda (ur. 5 czerwca 1964) – amerykańska kolarka szosowa, brązowa medalistka mistrzostw świata.

## Kariera
Największy sukces w karierze Laura Charameda osiągnęła w 1993 roku, kiedy zdobyła brązowy medal w wyścigu ze startu wspólnego podczas mistrzostw świata w Oslo. W zawodach tych wyprzedziły ją jedynie Holenderka Leontien van Moorsel oraz Francuzka Jeannie Longo. Był to jedyny medal wywalczony przez Charamedę na międzynarodowej imprezie tej rangi. Ponadto w 1995 roku wygrała niemiecki Thüringen-Rundfahrt der Frauen, a rok później była trzecia we włoskim Giro della Toscana Femminile. Kilkakrotnie zdobywała medale mistrzostw kraju, w tym złoty ze startu wspólnego w 1995 roku. Nigdy nie wystąpiła na igrzyskach olimpijskich. 